# Мартыненко, Иван Иванович
Иван Иванович Мартыненко (21.10.1924 — 05.05.2006) — советский и украинский учёный в области механизации и электрификации сельского хозяйства, академик ВАСХНИЛ (1988), академик Украинской академии аграрных наук (1991).

## Биография
Родился в с. Хрестыще Славянского района Донецкой области. Окончил Московский институт механизации и электрификации сельского хозяйства (МИМЭСХ) (1951) и его аспирантуру (1954).
- 1955—1956 старший преподаватель Мелитопольского института механизации сельского хозяйства,
- 1956—1962 зав. отделом электрификации Украинского НИИ механизации и электрификации сельского хозяйства,
- 1962—2006 доцент, зав. кафедрой применения электроэнергии в сельском хозяйстве (1962—1974), с 1974 зав. кафедрой автоматизации с.-х. производства Украинской сельскохозяйственной академии (с 1994 г. — Национальный аграрный университет).

Доктор технических наук (1968), профессор (1970), академик ВАСХНИЛ (1988, член-корреспондент с 1970), академик Украинской академии аграрных наук (1991).
Автор рекомендаций по расчету допустимой нагрузки асинхронных двигателей при анормальном питании от с.-х. электросетей; методик проектирования систем управления технологическими процессами в животноводстве, энергетических расчетов светонепроницаемых теплиц.
Заслуженный деятель науки и техники УССР (1990). Награждён орденами Отечественной войны II степени (1985), «За заслуги перед Отечеством» III степени (1998), 14 медалями и 5 нагрудными знаками СССР, РФ, Украины, 2 дипломами ВДНХ.
Автор более 100 научных трудов на русском и украинском языках, в том числе 35 книг и брошюр, из них 10 монографий, 14 учебников и учебных пособий. Получил 26 авторских свидетельств и 6 патентов на изобретения.
Публикации:
- Автоматизация производственных процессов в животноводстве / соавт. В. С. Олейник. — Киев: Урожай, 1964. — 160 с. — Укр.
- Электрификация производственных процессов в растениеводстве / соавт. Н. О. Семенченко. — Киев: Урожай, 1966. — 112 с. — Укр.
- Электропривод и применение электроэнергии в сельском хозяйстве / соавт.: В. Ф. Гончар и др. — 2-е изд., перераб. и доп. — Киев: Урожай, 1983. — 304 с. — Укр.
- Автоматика и автоматизация производственных процессов: учеб. пособие… по инж. спец. / соавт.: Б. Л. Головинский и др. — М.: Агропромиздат, 1985. — 335 c.
- Проектирование систем электрификации и автоматизации сельского хозяйства: учеб. для студентов высш. учеб. заведений III—IV уровней аккредитации по спец. «Энергетика с.-х. пр-ва» / соавт.: В. П. Лысенко и др. — Киев: Вища шк., 1999. — 201 с. — Укр.